# Clinton L. Merriam

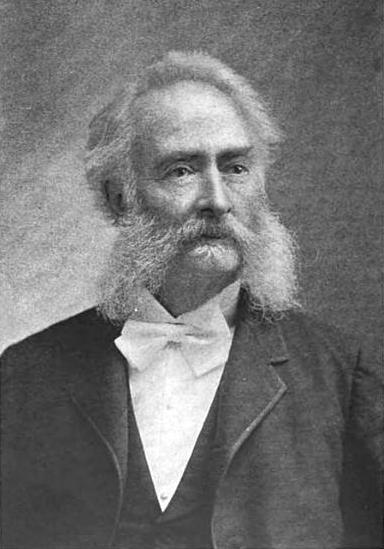
Clinton L. Merriam

Clinton Levi Merriam (* 25. März 1824 in Leyden, New York; † 18. Februar 1900 in Washington, D.C.) war ein US-amerikanischer Politiker. Zwischen 1871 und 1875 vertrat er den Bundesstaat New York im US-Repräsentantenhaus.

## Werdegang
Clinton Levi Merriam wurde ungefähr neun Jahre nach dem Ende des Britisch-Amerikanischen Krieges im Lewis County geboren. Er besuchte Gemeinschaftsschulen und die Copenhagen Academy in Copenhagen. Dann ging er Handelsgeschäften in Utica nach. 1847 zog er nach New York City, wo er einer Beschäftigung als Importeur nachging. Er war 1860 im Bankwesen tätig. Während des Bürgerkrieges kehrte er 1864 nach Leyden zurück. Politisch gehörte er der Republikanischen Partei an.
Bei den Kongresswahlen des Jahres 1870 für den 42. Kongress wurde Merriam im 20. Wahlbezirk von New York in das US-Repräsentantenhaus in Washington D.C. gewählt, wo er am 4. März 1871 die Nachfolge von Addison H. Laflin antrat. Im Jahr 1872 kandidierte er im 21. Wahlbezirk von New York für den 43. Kongress. Nach einer erfolgreichen Wahl trat er am 4. März 1873 die Nachfolge von Ellis H. Roberts an. Da er auf eine erneute Wiederwahlkandidatur im Jahr 1874 verzichtete, schied er nach dem 3. März 1875 aus dem Kongress aus.
Merriam zog sich aus dem aktiven Geschäftsleben zurück und verbrachte seinen Ruhestand auf seinem Anwesen Homewood in Locust Grove. Er verstarb am 18. Februar 1900 während eines Besuches in Washington, D.C. und wurde dann auf dem Leyden Hill Cemetery in Port Leyden beigesetzt. Der Zoologe Clinton Hart Merriam war sein Sohn.